# جامعة العاصمة الطبيعية
الجامعة العاصمة الطبيعية (首都 师范大学، بينيين: Shǒudū Shīfàn Dàxué، أو 首 师大 للاختصار) هي جامعة في بكين في الصين. إنها جامعة انضباط من الدرجة الأولى بوزارة التعليم الصينية، مع وضع مزدوج من الدرجة الأولى في بعض التخصصات. تأسست عام 1954، وكانت تُعرف سابقًا باسم كلية بكين للمعلمين. في عام 1992، تم دمج فرع جامعة بكين العامة وتم تغيير اسم المدرسة إلى الجامعة العاصمة الطبيعية.

## عام
يعود تاريخ الجامعة إلى عام 1905 عندما تأسست جامعة تونغزو العامة، وقد تأسست في عام 1954. كجامعة عليا مدرجة في مبادرة الصين من الدرجة الأولى المزدوجة وجامعة مشتركة بين وزارة المقاطعة وشيدتها بكين ووزارة التعليم، توفر الجامعة تخصصات مختلفة بما في ذلك الأدب والعلوم والهندسة والإدارة والقانون والتعليم والأجنبية اللغة والفن. على مدار الستين عامًا الماضية، نجحت الجامعة في تنمية أكثر من 200000 من كبار المواهب وكانت قاعدة مهمة لتنمية المواهب في بكين.
في الوقت الحاضر، تدير الجامعة 17 تخصصًا من الدرجة الأولى للحصول على درجة الدكتوراه، و101 برنامجًا للدكتوراه، و14 مركزًا لأبحاث ما بعد الدكتوراه، و26 تخصصًا من الدرجة الأولى لدرجة الماجستير، و142 برنامجًا للماجستير، ونوعًا واحدًا لدرجة الدكتوراه، و16 نوعًا من درجات الماجستير. لدى الجامعة أيضًا 4 تخصصات رئيسية وطنية، ونظام واحد في إطار زراعة المفتاح الوطني، و8 تخصصات رئيسية من الدرجة الأولى البلدية، و12 تخصصًا رئيسيًا من الدرجة الثانية البلدية، وتخصصين من الدرجة الأولى في إطار إنشاء مفتاح البلدية، و13 تخصصًا من الدرجة الثانية في إطار إنشاء مفتاح البلدية، 4 تخصصات من الدرجة الأولى في إطار زراعة مفتاح البلدية و2 مجالات رئيسية متعددة التخصصات البلدية. بالنسبة لمرافق البحث، يوجد لدى الجامعة مركز وطني واحد للرياضيات التطبيقية في بكين، وقاعدة زراعة معملية رئيسية وطنية واحدة في إطار البناء المشترك لوزارة المقاطعة، ومختبرين رئيسيين تابعين لوزارة التعليم، وقاعدة بحثية رئيسية واحدة للعلوم الإنسانية والعلوم الاجتماعية العليا. التعليم تحت إشراف وزارة التربية والتعليم، مركز أبحاث علوم هندسية واحد تابع لوزارة التربية والتعليم، مختبر رئيسي واحد تابع لوزارة الشؤون المدنية، مركز عرض تعليمي وطني واحد لتجربة التدريس، مركز تعليمي وطني واحد لتجربة محاكاة افتراضية، برنامج تعليمي وطني واحد لـ تجربة محاكاة افتراضية، برنامج تعليمي محلي واحد لتجربة محاكاة افتراضية، قاعدة تعاون تكنولوجي وطنية ودولية واحدة، قاعدة بحث علمي واحدة في إطار لجنة عمل اللغة الحكومية، قاعدة تحويل واحدة للإنجازات التكنولوجية تحت إشراف وزارة التعليم، 1 ابتكار محلي عالي التقنية مركز التعليم العالي، 11 مختبرًا رئيسيًا للبلدية، منصة تحويل بلدية واحدة للإنجازات التكنولوجية، وحدة تجريبية للملكية الفكرية البلدية، مركزان لأبحاث الهندسة البلدية للتعليم العالي، 1 مختبر هندسة بلدي، 1 قاعدة أبحاث بلدية للتعاون والابتكار في العلوم الاجتماعية والعلوم الطبيعية، و4 قواعد بلديات لتنمية المواهب خارج الحرم الجامعي للتعليم العالي، و7 مراكز توضيحية بلدية للتدريس التجريبي، و14 مركزًا بحثيًا ومعهدًا ومختبرًا حددتها المقاطعة والوزارة.
تفتخر الجامعة بـ 31 كلية ومركزًا، وهي كلية الآداب، وكلية التاريخ، وكلية العلوم السياسية والقانون، وكلية التربية، وكلية تعليم المعلمين، ومعهد العاصمة لتطوير التعليم الأساسي والبحث، والمدرسة علم النفس، كلية اللغات الأجنبية، كلية التربية الماركسية، كلية الإدارة، كلية الموسيقى، كلية الفنون الجميلة، كلية العلوم الرياضية، قسم الفيزياء، قسم الكيمياء، كلية الحياة العلوم، كلية بيئة الموارد والسياحة، كلية هندسة المعلومات، كلية التربية الابتدائية، كلية التربية في مرحلة ما قبل المدرسة، كلية علوم وتكنولوجيا المعلومات الجغرافية المكانية، برنامج التعليم العام، كلية التعليم المستمر، كلية جينجيانغ، كلية التربية الدولية، معهد البحوث لثقافة الخط الصيني، كلية الشرف، كلية أو (و) تعليم الثقافة الصينية التقليدية، ومركز أبحاث التربية الجمالية، ومعهد الدراسات الثقافية، وأكاديمية الدراسات متعددة التخصصات، وما إلى ذلك. كما أن لديها قسم التدريس والبحث بكلية اللغة الإنجليزية وقسم التدريس والبحث في التربية البدنية. تقدم الجامعة تخصصًا واحدًا للتعليم الجامعي، و54 تخصصًا للتعليم الجامعي. يوجد إجمالي 30,935 طالبًا، من بينهم 193 طالبًا متفرغًا من خلال التدريب، و131 طالبًا جامعيًا صغارًا، و11،645 طالبًا جامعيًا، و7084 طالب دراسات عليا، و1027 طالب دكتوراه، و9055 طالبًا في تعليم الكبار و1800 طالب دولي. تم تشكيل نظام تعليمي شامل ومتعدد المستويات يغطي التعليم الجامعي، والتعليم الجامعي، والتعليم العالي، وتعليم الدكتوراه، والتعليم بعد الدكتوراه، والتعليم بدوام كامل، وتعليم الكبار والتعليم الدولي في الجامعة.
مع طاقم تدريس يبلغ 2510، يوجد في الجامعة الآن 1,681 معلمًا بدوام كامل، من بينهم 394 لديهم لقب مهني كبير كامل، و657 لديهم لقب مهني كبير مشارك، و1133 حاصل على درجة الدكتوراه، و475 حاصل على درجة الماجستير. الحاصلين على درجة الماجستير أو أعلى يمثلون 96% من المجموع. في الوقت الحالي، تعد الجامعة موطنًا لعدد من الخبراء والعلماء المؤثرين في الداخل والخارج، مثل الأكاديميين من الأكاديمية الصينية للعلوم، والأكاديمية الصينية للهندسة، والأكاديمية الروسية للهندسة، والأكاديمية الروسية للعلوم الطبيعية، وكبار العلماء مدرج في برنامج 10000 موهبة، وعلماء شباب ممتازون مدرجون في برنامج موهبة 10000، والفائزون في الصندوق الوطني للعلوم للعلماء الشباب المتميزين، والعلماء المدرجين في برنامج الصين مائة ألف وعشرة آلاف، وخطة بكين للعلماء، وعلوم رأس المال وبرنامج تنمية المواهب الرائدة في مجال التكنولوجيا، وخطة دعم الأساتذة المتميزين في بكين، وخطة تقديم وتمويل المواهب رفيعة المستوى في بكين، وخطة بناء فريق الابتكار في بكين، ونجوم بكين الجديدة للعلوم والتكنولوجيا، وخطة تنمية المواهب الشابة، والجدار العظيم خطة زراعة العلماء. من بين معلمي الجامعة، هناك 5 أعضاء في مجموعة تقييم الانضباط بلجنة الدرجات الأكاديمية التابعة لمجلس الدولة، و11 عضوًا في لجنة توجيه تدريس الانضباط التابعة لوزارة التعليم، و5 أعضاء في برنامج الماجستير الثقافي الوطني ومواهب المجموعات الأربع، 15 عضوًا في برنامج بكين للماجستير الثقافي ومواهب الدُفعات الأربع، و3 فرق ابتكار تابعة لوزارة التعليم. وقد فاز 65 مدرسًا آخر بجائزة زينغ قيانزي للمعلمين، وجائزة هنري فوك يونغ للمدرسين، وجائزة البحث العلمي.
في عام 2003، تم إعلان الجامعة كجامعة متميزة في التدريس الجامعي في تقييم التدريس الجامعي الذي أجرته وزارة التعليم. حتى الآن، يوجد في الجامعة 7 تخصصات وطنية مميزة، و10 تخصصات بلدية مميزة، و6 فرق تدريس وطنية، و9 فرق تدريس بلدية، و8 برامج جامعية محلية عالية الجودة، و8 أجزاء من مناهج جامعية محلية عالية الجودة، و3 مناطق ابتكار وتجربة وطنية لـ وضع تدريب المواهب، منطقة تجريبية ابتكار بلدية واحدة لوضع تدريب المواهب، وممارسة وطنية خارج الحرم الجامعي وقاعدة تعليمية واحدة لطلاب الجامعات، و2 قواعد ابتكار وممارسة في الحرم الجامعي في البلدية. أما بالنسبة للدورات، فإن الجامعة لديها 12 دورة وطنية ممتازة، و29 دورة بلدية ممتازة ودورة تعليمية وطنية ثنائية اللغة. بالنسبة للكتب المدرسية، يوجد لدى الجامعة 20 كتابًا مدرسيًا للخطة الخمسية الحادية عشرة لوزارة التعليم، و5 كتب مدرسية وطنية ممتازة، وكتاب مدرسي كلاسيكي محلي واحد للتعليم العالي، و106 من الكتب المدرسية البلدية الممتازة للتعليم العالي و16 كتابًا وطنيًا للتعليم الجامعي في الخطة الخمسية الثانية عشر. لدى الجامعة أيضًا فصولًا مفتوحة ممتازة، بما في ذلك فصل فيديو مفتوح وطني ممتاز واحد، و6 فصول مشاركة موارد ممتازة وطنية، و8 فصول مشاركة موارد وطنية ممتازة للتعليم والتعليم و10 فصول جامعية وطنية من الدرجة الأولى. بالإضافة إلى ذلك، حصل مدرسان في جامعة على جائزة المعلم المتميز الوطنية و34 منهم حاصلون على جائزة المعلم المتميز لبلدية بكين. في عام 2008، تم تضمين الجامعة في برنامج التجارب الابتكارية الوطنية لطلاب الكلية. في تقييم الإنجازات التعليمية المتميزة، فازت الجامعة بثلاث جوائز أولى و13 جائزة ثانية (بما في ذلك البرامج التعاونية) من جائزة الإنجاز التعليمي المتميز الوطني و117 جائزة من جائزة الإنجاز التعليمي المتميز لبلدية بكين. يوجد لدى الجامعة 10 برامج مدرجة في برنامج الإصلاح والابتكار للتعليم الجامعي لبلدية بكين. لقد فاز طلابها بالعديد من الجوائز في المسابقات الوطنية وبكين مثل كأس التحدي والنمذجة الرياضية ومسابقة تطبيقات الكمبيوتر والمسابقة الإلكترونية والخطاب باللغة الإنجليزية، إلخ. أخيرًا وليس آخرًا، فقد حققت نتائج ملحوظة في تنمية المواهب رفيعة المستوى. لقد فازت بالجائزة الوطنية لأطروحة الدكتوراه الممتازة مرتين، وترشيح جائزة أطروحة الدكتوراه الممتازة الوطنية لـ 8 مرات وجائزة أطروحة الدكتوراه الممتازة لبلدية بكين لـ 9 مرات.
الجامعة لديها 104 معاهد ومراكز بحثية. أقامت حديقة العلوم بجامعة بكين البلدية. منذ تنفيذ الخطة الخمسية الثانية عشرة، تمت الموافقة على 1689 من برامج البحث العلمي في الجامعة على مستوى المقاطعة أو الوزاري أو أعلى، بما في ذلك 544 برنامجًا مدعومًا من مؤسسة العلوم الطبيعية الوطنية في الصين، و50 برنامجًا وبرنامجًا فرعيًا من برنامج الدولة للبحث والتطوير، 11 موضوعًا وموضوعًا فرعيًا للبرنامج الوطني للدعم التكنولوجي، 9 برامج وبرامج فرعية من برنامج 863، 17 برنامجًا تعاونيًا لبرنامج 973، برنامج مجموعة بحث ابتكاري واحد لمؤسسة العلوم الطبيعية الوطنية في الصين، 270 برنامجًا للصندوق الوطني للعلوم الاجتماعية في الصين و30 برنامجًا رئيسيًا للصندوق الوطني للعلوم الاجتماعية في الصين. بالإضافة إلى ذلك، فازت الجامعة بالجائزة الثانية من جائزة العلوم الطبيعية لجائزة الدولة للعلوم والتكنولوجيا مرة واحدة، والجائزة الأولى لجائزة الدولة للعلوم والتكنولوجيا (كوحدة ثانية) مرة واحدة، وجائزة بلدية بكين للعلوم والتكنولوجيا لـ 13 مرة و104 جوائز فوق المستوى الوزاري والإقليمي. خلال العام الدراسي 2018-2019، استثمرت الجامعة بالكامل أكثر من 125,820,000 يوان في برامج البحث العلمي. بالنسبة للمنشورات، لدى الجامعة دليل صيني، وتعليم اللغة في المدرسة المتوسطة وما إلى ذلك.
مع 0.76 مليون متر مربع من المباني التعليمية، يمتد حرم الجامعة بأكمله على 0.88 مليون متر مربع. ويقدر صافي قيمتها الإجمالية بما في ذلك جميع الأصول بنحو 170.716 مليار دولار. تمثل مكتبة الجامعة التي تخزن 1452 ألف كتاب إحدى المكتبات الوطنية الرئيسية للمراجع الوثائقية. ليس فقط أن الجامعة تفتخر بحرم جامعي رقمي كامل مع إنترنت مستقر شامل وفعال. وهناك أيضًا ملاعب العشب الصناعي التي تتوافق مع المعايير الوطنية، وصالات الألعاب الرياضية، وملاعب كرة الريشة، وحمامات السباحة، والمرافق الرياضية الأخرى.
الجامعة العاصمة الطبيعية هي إحدى الجامعات المعتمدة من قبل وزارة التعليم لقبول الطلاب الأجانب وعضو في تحالف جامعات بكين وهونج كونج. إنها القاعدة التجريبية الوحيدة للدراسة في الصين التي تمنحها وزارة التعليم بين الجامعات في بكين. وهي أيضًا قاعدة التعليم التحضيري للطلاب الجامعيين الذين يأتون إلى الصين بموجب منحة الحكومة الصينية الممنوحة من وزارة التعليم، وواحدة من أربع جامعات تم اختيارها كدفعة أولى من قاعدة بكين للتعليم الصيني في بكين. أنشأت الجامعة مركز دراسات أوروبا الغربية وفي نفس الوقت تم اختياره كقاعدة تنمية المواهب الوطنية في حزام وطريق بكين.
تهتم الجامعة بأنشطة التبادل الثقافي الدولي. حتى الآن، أقامت تبادلات وتعاون بين الجامعات مع 265 جامعة في 47 دولة بالإضافة إلى هونج كونج وماكاو وتايوان. يتلقى طلاب من 116 دولة ومنطقة تعليمًا للحصول على درجات البكالوريوس والماجستير والدكتوراه. كما أنشأت أيضًا 5 معاهد كونفوشيوس، وفصول كونفوشيوس مستقلة، ومكتب تنسيق الفصل الدراسي كونفوشيوس، أي معهد كونفوشيوس في جامعة سانت بطرسبرغ الحكومية في روسيا، ومعهد كونفوشيوس في جامعة البندقية في إيطاليا، ومعهد كونفوشيوس في جامعة بيورا في بيرو، ومعهد كونفوشيوس في الجامعة في بوفالو بجامعة ولاية نيويورك في أمريكا، ومعهد كونفوشيوس في جامعة بريمن في ألمانيا، وحجرة الدراسة المستقلة في كونفوشيوس في المدرسة المجرية الصينية ثنائية اللغة في المجر، ومؤسسة كونفوشيوس المستقلة فصل دراسي بجامعة الأقصر في مصر ومكتب تنسيق الفصل الدراسي بكونفوشيوس بجامعة ولاية سانت كلاود في أمريكا. بالتعاون مع جامعة فليندرز في أستراليا، قامت بتنمية 698 طالب ماجستير في التربية.
تعد مدرسة الجامعة الثانوية ومدرسة الجامعة العاصمة الطبيعية يونغسين قواعد تجريبية للتعليم المدرسي وإصلاحات التدريس، وتعد مدرسة الجامعة الثانوية أول مدرسة ثانوية رئيسية مدرجة ومدرسة ثانوية توضيحية في بكين.
تولي الجامعة دائمًا أهمية كبيرة لبناء الحزب والعمل التربوي الإيديولوجي والسياسي. في السنوات الأخيرة، اعتُبرت الجامعة بمثابة «جامعة بارزة في بناء الحزب والعمل التربوي الأيديولوجي والسياسي» على المستوى الوطني وبلدية بكين من قبل إدارة التنظيم باللجنة المركزية للحزب الشيوعي الصيني، وإدارة الدعاية باللجنة المركزية للحزب الشيوعي الصيني، ولجنة الحزب لبلدية بكين. وحكومة بلدية بكين. للإضافة إلى ذلك، فازت الجامعة بـ «وحدة رأس المال المتميز في بناء الحضارة الروحية»، و«الوحدة المتميزة في العمل التربوي الأيديولوجي والسياسي في بكين» وجوائز أخرى.
تهدف الجامعة في المستقبل إلى خطوات إبداعية وتقدمية نحو أن تكون جامعة عادية خاصة وممتازة.

## تاريخ

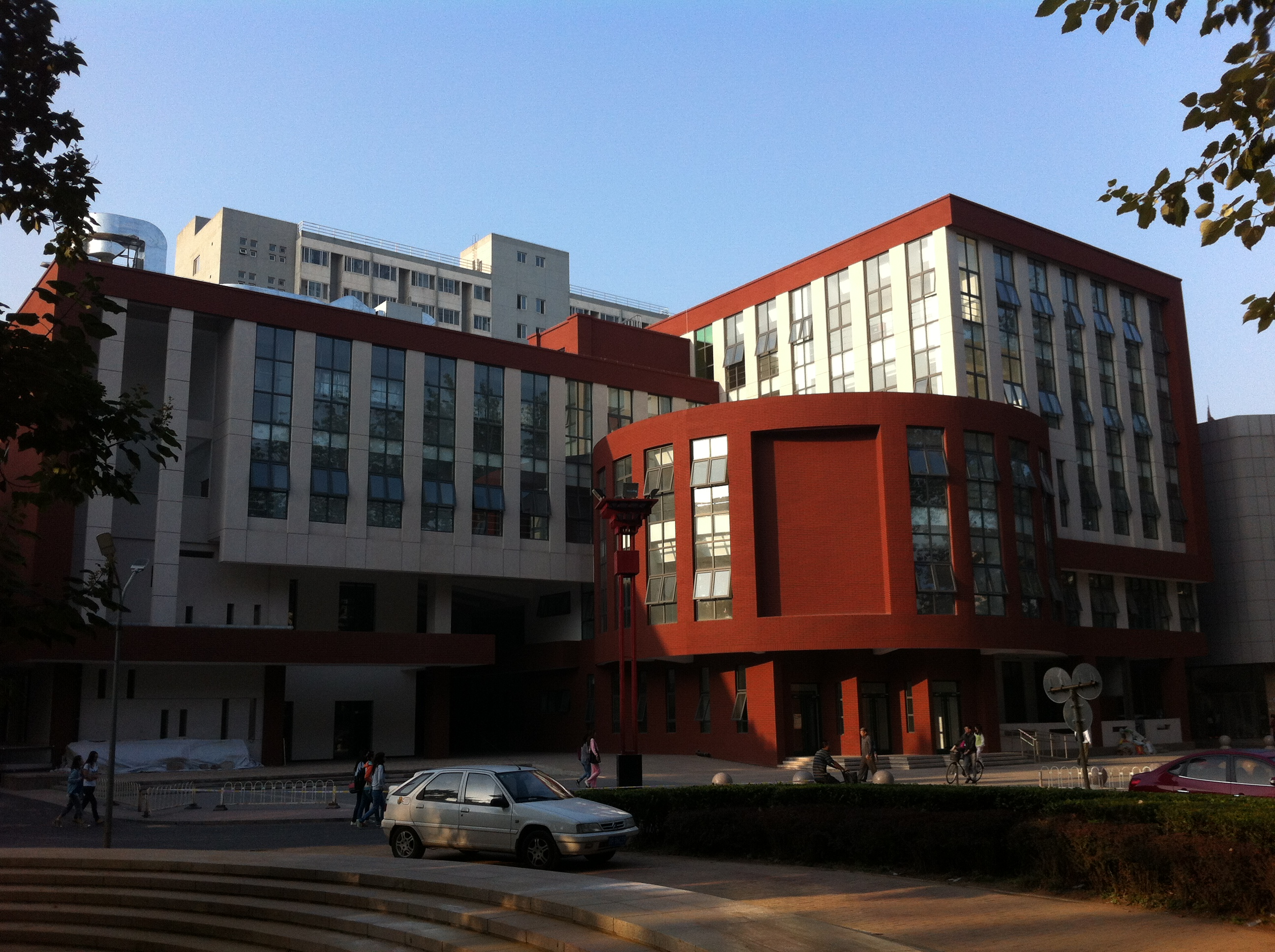
مركز النشاط الطلابي بالجامعة العاصمة الطبيعية

تأسست الجامعة العاصمة الطبيعية عام 1954. كانت تسمى سابقًا كلية بكين للمعلمين، ثم أعيدت تسميتها بالجامعة العاصمة الطبيعية في عام 1993. رئيسها الحالي هو منغ فانهوا.

## حرم الجامعة
تضم الجامعة العاصمة الطبيعية ثمانية أحرام جامعية، يقع معظمها على الطريق الدائري الثالث في بكين. يضم الحرم الجنوبي، المقر الرئيسي، غالبية البرامج الأكاديمية للجامعة. يضم الحرم الشمالي 1 كلية الثقافة الدولية. يضم الحرم الشمالي 2 كلية هندسة المعلومات. يضم حرم إيست 1 كلية التربية. يضم حرم ليانغ كسيانغ قسم التعليم الأساسي للطالب الجديد.

## خريج متميز
- وانغ هيرونج، حفيدة أخت ماو تسي تونغ
- بو شو، مغني القصص الشهير
- يوان تينغفي، مدرس تاريخ مشهور

## روابط خارجية
- الجامعة العاصمة الطبيعية (الصينية)
- الجامعة العاصمة الطبيعية (الإنجليزية)